# Adsíduos

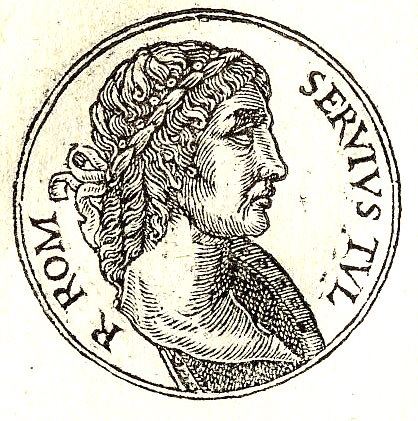
Sérvio Túlio

Adsíduos (em latim: Adsidui; sg. Adsiduus) ou Assíduos (em latim: Assidui; sg. Assiduus; lit. "diligente, leal"; coloquialmente: "pagador de impostos"), na Roma Antiga, foram os cidadãos que estavam sujeitos ao serviço militar na principal linha de batalha, por grande parte da história da República Romana, como legionários. Eram membros das primeiro cinco classes censitárias, que foram, segundo Tito Lívio, criadas no reinado de Sérvio Túlio (r. 578–535 a.C.). Eles eram, em oposição aos proletários, elegíveis ao serviço nas legiões. Contudo, junto à evolução estrutural do exército romano, os níveis censitários necessários para alguém tornar-se adsíduo foram gradualmente reduzidos. As reformas de Caio Mário, permitindo que qualquer cidadão romano se tornasse legionário, foram apenas o último passo desta evolução.
Sob a organização original de Túlio, a primeira classe era composta pelos mais ricos, e assim cidadãos melhor equipados, com elmo, escudo, grevas, couraça, lança e espada. Considerando que as classes corresponderam a níveis distintos de riqueza, a medida que avançava-se por elas nota-se que a panóplia ficou mais e mais leve. Segundo Peter Connolly, o objetivo da reforma de Túlio era estabelecer um serviço militar baseado na riqueza, e não raça, assim melhor integrando os etruscos, que naquele tempo governaram Roma, e os próprios romanos; ele aponta, contudo, que no começo muitos membros da classe mais rica devem ter sido etruscos.